# 國際表意文字核心
國際表意文字核心（International Ideographs Core，簡稱或易擴）是現時漢字編碼的最小標準。它總共記載了東亞地區的一萬個常用字，包括東亞地區各個國家及地區的第一常用字平面。這一萬字的組合如下：
- 中國大陸（6944字）
- 台灣（6608字）
- 香港（5139字）
- 澳門（4960字）
- 日本（4593字）
- 南韓（4759字）
- 朝鮮（4653字）
- 其他被收入Unicode的字（7772字）

這一萬個字所包含的，並不單單限於中日韓統一表意文字基本字面的漢字。當中有42個字位於擴展區A、62個字位於擴展區B。

## 歷史
國際表意文字核心是中日韓統一表意文字的基本子集，由Unicode的表意文字小組接納。首先於2003年11月17日至11月20日在桂林召開的IRG第21會議中提出，再於2004年5月在四川省成都市舉行的第22次會議通過。
IICore推出的目的，主要是用作硬件上不能容納整個中日韓統一表意文字的方案。現時中日韓統一表意文字的基本字集部份，就已經有二萬多字。然而，各個地區的常用字，即使是字數最多的台灣，亦只有一萬三千多字。所以，要包含一個字數如此龐大的字集，會對硬體設計造成壓力。現時中国内地和香港兩地的繁簡通電話，都是使用大陸的標準字集，這使得繁體字使用者有時不能在手機輸入一些常用字（如：「咩、睇」等等），若改用IICore，即可解決此問題。

## 擴展區漢字
由於不少流動裝置，因採用編碼或字型格式問題，往往只支援基本區漢字，或者只支援到擴展區A，因此位於這些區域以外的漢字往往成爲急用字。例如「𨋢」字對香港人來說極爲常用，但它位於擴展區B（而簡體「䢂」則位於擴展區A），不少裝置仍未支援，令不少人仍然難以使用。

### 位於擴展區A的核心漢字
共42字，包括：

### 位於擴展區B的核心漢字
共62字，包括：

## 外部連結
- IICore工作小組列表 （页面存档备份，存于）
- IICORE漢字一覽
- IICORE中香港、澳門與臺灣提交的正體字 （页面存档备份，存于）
- Unicode 5.0: IICore字碼列表連索引 （页面存档备份，存于）
- 中華人民共和國教育部：語言文字工作：「信息技術 通用多八位編碼字符集」研製工作
- IICore子集說明